# ABU TV Song Festival 2024
l'ABU TV Song Festival 2024 è stata la tredicesima edizione della manifestazione che si è svolta a Istanbul.

## Partecipanti
| #  | Paese         | Cantante                   | Canzone                           |
| -- | ------------- | -------------------------- | --------------------------------- |
| 1  | Cina          | Shan Yichun                | Time Whispers                     |
| 2  | Hong Kong     | German Ku                  | A Needle in a Haystack            |
| 3  | India         | Hemant Brijwasi            | Sanware                           |
| 4  | Indonesia     | Silet Open Up              | Kaka Main Salah                   |
| 5  | Giappone      | Yoko Takahashi             | Zankokuna Tenshi No Te-Ze         |
| 6  | Macao         | Elisa Chan                 | Desire 404                        |
| 7  | Malaysia      | Khai Bahar                 | Bayang                            |
| 8  | Corea del Sud | Lee Mu Jin                 | Episode                           |
| 9  | Turchia       | Sinan Akçıl                | Fark Atiyor                       |
| 10 | Turkmenistan  | Shatlyk Gurbannazarov      | Our Arkadar and our Arkadag sedar |
| 11 | Uzbekistan    | Bek milliy sozlar ansambli | Uzbek National Poutpourri         |